# Fortune 500
Fortune 500 je každoroční žebříček sestavený a vydaný časopisem Fortune, který řadí 500 amerických soukromých a veřejných korporací podle jejich hrubého obratu (a po úpravě Fortune, týkající se spotřební daně). Zahrnuje ty soukromé a veřejné společnosti, u kterých je jejich obrat veřejně znám. První takový seznam byl publikován v roce 1955.

## Vítězové z posledních let
Ve Fortune 500 byla největší korporací z let 2007 a 2008 Walmart. ExxonMobil byl ve stejném období druhý, ale na první místo se dostal v roce 2009. V roce 2010 jej opět vystřídal Walmart.
Vrchol žebříčku pro rok 2022:
| Pořadí | Korporace          | Hrubý obrat v mld USD | Zisk v mld USD | Zaměstnanci | Sídlo                     |
| ------ | ------------------ | --------------------- | -------------- | ----------- | ------------------------- |
| 1      | Walmart            | 572,754               | 13,673         | 2 300 000   | Bentonville, Arkansas     |
| 2      | Amazon.com         | 469,822               | 33,364         | 1 608 000   | Seattle, Washington       |
| 3      | Apple              | 365,817               | 94,68          | 154 000     | Cupertino, Kalifornie     |
| 4      | CVS Health         | 292,111               | 7,91           | 258 000     | Woonsocket, Rhode Island  |
| 5      | UnitedHealth Group | 287,597               | 17,285         | 350 000     | Minnetonka, Minnesota     |
| 6      | ExxonMobil         | 285,640               | 23,04          | 63 000      | Irving, Texas             |
| 7      | Berkshire Hathaway | 276,094               | 89,795         | 372 000     | Omaha, Nebraska           |
| 8      | Alphabet           | 257,637               | 76,033         | 156 500     | Mountain View, Kalifornie |
| 9      | McKesson           | 238,228               | -4,539         | 67 500      | Irving, Texas             |
| 10     | AmerisourceBergen  | 213,998               | 1,539          | 40 000      | Chesterbrook, Pensylvánie |

Vrchol žebříčku pro rok 2020:
| Pořadí | Korporace          | Hrubý obrat v mld USD | Zisk v mld USD | Zaměstnanci | Sídlo                     |
| ------ | ------------------ | --------------------- | -------------- | ----------- | ------------------------- |
| 1      | Walmart            | 523,964               | 14,881         | 2 200 000   | Bentonville, Arkansas     |
| 2      | Amazon.com         | 280,522               | 11,588         | 798 000     | Seattle, Washington       |
| 3      | ExxonMobil         | 264,938               | 14,340         | 74 900      | Irving, Texas             |
| 4      | Apple              | 260,174               | 55,256         | 137 000     | Cupertino, Kalifornie     |
| 5      | CVS Health         | 256,776               | 6,634          | 290 000     | Woonsocket, Rhode Island  |
| 6      | Berkshire Hathaway | 254,616               | 81,417         | 391 000     | Omaha, Nebraska           |
| 7      | UnitedHealth Group | 242,155               | 13,839         | 325 000     | Minnetonka, Minnesota     |
| 8      | McKesson           | 214,319               | 34             | 70 000      | Irving, Texas             |
| 9      | AT&T               | 181,193               | 13,903         | 247 800     | Dallas, Texas             |
| 10     | AmerisourceBergen  | 179,589               | 0,855          | 21 500      | Chesterbrook, Pensylvánie |

Vrchol žebříčku pro rok 2018:
| Pořadí | Korporace          | Hrubý obrat v mld USD | Zisk v mld USD | Zaměstnanci |
| ------ | ------------------ | --------------------- | -------------- | ----------- |
| 1      | Walmart            | 500,343               | 9,862          | 2 300 000   |
| 2      | ExxonMobil         | 244,363               | 19,710         | 71 200      |
| 3      | Berkshire Hathaway | 242,137               | 44,940         | 377 000     |
| 4      | Apple              | 229,234               | 48,351         | 123 000     |
| 5      | UnitedHealth Group | 201,159               | 10,558         | 260 000     |
| 6      | McKesson           | 198,533               | 5,070          | 64 500      |
| 7      | CVS Health         | 184,765               | 6,662          | 203 000     |
| 8      | Amazon.com         | 177,866               | 3,033          | 566 000     |
| 9      | AT&T               | 160,546               | 29,450         | 254 000     |
| 10     | General Motors     | 157,311               | -3,864         | 180 000     |

## Obdobné žebříčky časopisu Fortune
Fortune 500 je nejznámější, ale existují podobné žebříčky korporací s největším hrubým obratem – Fortune 100 a Fortune 1000. 

## Fortune 50
Původní žebříček Fortune 500 byl omezen na společnosti, jejichž obrat se odvíjel od výroby, těžby nebo dobývání energie. Ve stejném čase, Fortune vydala seznam nazvaný Fortune 50 padesáti největších komerčních bank, služeb a společností poskytujících životní pojištění (řazené podle aktiv), dále maloobchodních prodejců (řazených podle hrubého obratu) a dopravních společností (řazených podle obratu). Tyto žebříčky byly sjednoceny do jednoho seznamu, takže Fortune 500, tak, jak nyní existuje, zahrnuje společnosti, které by v dřívějších letech byly v jednotlivých seznamech Fortune 50.